# 285
Năm 285 là một năm trong lịch Julius. 